# Ridvan Qazimi
Ridvan Qazimi (srpski: Ридван Ћазими / Ridvan Ćazimi; Bujanovac, 4. travnja 1964. – Veliki Trnovac, 24. svibnja 2001.) je bio jedan od zapovjednika albanske militantne skupine pod nazivom Oslobodilačka vojska Preševa, Medveđe i Bujanovca (UÇPMB) koju je Srbija proglasila terorističkom organizacijom.
Tijekom pobune u Preševskoj dolini bio je jedan od 4 zapovjednika UÇPMB-a i zapovijedao 112. brigadom.
Likvidiran je 24. svibnja 2001.